# Liste der Monuments historiques in Laneuville-à-Rémy
Die Liste der Monuments historiques in Laneuville-à-Rémy führt die Monuments historiques in der französischen Gemeinde Laneuville-à-Rémy auf.

## Liste der Objekte
| Bezeichnung                              | Beschreibung | Standort                                      | Kennzeichnung | Schutzstatus | Datum | Bild |
| ---------------------------------------- | --- | --------------------------------------------- | ------------- | ------------ | ----- | ---- |
| Gemälde Schlafendes Jesuskind            | Ölfarbe auf Leinwand, Holzrahmen, 17. oder 18. Jahrhundert                                                           | in der Kirche Assomption-de-Notre-Dame (Lage) | PM52001451    | Classé       | 2000  |      |
| Wandvertäfelung des Chorraums            | mit sechs Gemälden; Holz, farbig gefasst, Ölfarbe auf Leinwand, 17. Jahrhundert; zugehörig PM52001453 bis PM52001456 | in der Kirche Assomption-de-Notre-Dame (Lage) | PM52001452    | Classé       | 2000  |      |
| Gemälde Rast auf der Flucht nach Ägypten | Ölfarbe auf Leinwand, 17. Jahrhundert                                                                                | in der Kirche Assomption-de-Notre-Dame (Lage) | PM52001453    | Classé       | 2000  |      |
| Gemälde Mariä Himmelfahrt                | Ölfarbe auf Leinwand, 17. Jahrhundert                                                                                | in der Kirche Assomption-de-Notre-Dame (Lage) | PM52001454    | Classé       | 2000  |      |
| Gemälde Geburt Mariens                   | Ölfarbe auf Leinwand, 17. Jahrhundert                                                                                | in der Kirche Assomption-de-Notre-Dame (Lage) | PM52001455    | Classé       | 2000  |      |
| Gemälde Maria Immaculata                 | Ölfarbe auf Leinwand, 17. Jahrhundert                                                                                | in der Kirche Assomption-de-Notre-Dame (Lage) | PM52001456    | Classé       | 2000  |      |
| Hauptaltar                               | Holz, farbig gefasst und vergoldet, 17. Jahrhundert                                                                  | in der Kirche Assomption-de-Notre-Dame (Lage) | PM52001457    | Classé       | 2000  |      |